# Polyandrie
Polyandrie čili mnohomužství je typ polygamie, kdy jedna žena má zároveň více než jednoho manžela. Polyandrie je méně rozšířená než polygynie nebo monogamie, praktikuje ji necelé jedno procento lidí na světě. Vzniká tam, kde muž zvládne podporovat manželku jen omezeně. 
Nejznámější je v Tibetu. Lidé se tam musí vyrovnat s tvrdými podmínkami hlavně kvůli nedostatku úrodné zemědělské půdy. Dva až tři bratři se tam proto žení s jednou ženou. Všechny své děti vychovávají společně. Někdy začíná takové manželství monogamně a další manželé do něj vstoupí až dodatečně. Pěstují pak takzvaný rotační způsob sexuálních styků. Nejsou povoleny rozvody a manželství bývají neodvolatelně celoživotní. Pokud je společná manželka neplodná, smí si muži přibrat do manželství další ženu, často její mladší sestru. Všechny děti jsou legitimní a v žádné domácnosti nechybí mužský vzor.
Z výkladu předního helénistického historika Polybia (12, 6b, 8) se dovídáme, že podle dávného spartského zvyku mohlo mít několik bratrů společnou ženu. Tato polyandrie zřejmě souvisela s držbou půdy.